# Distretto di Buvuma
Il distretto di Buvuma è un distretto dell'Uganda, situato nella Regione centrale.